# Jaap Rang

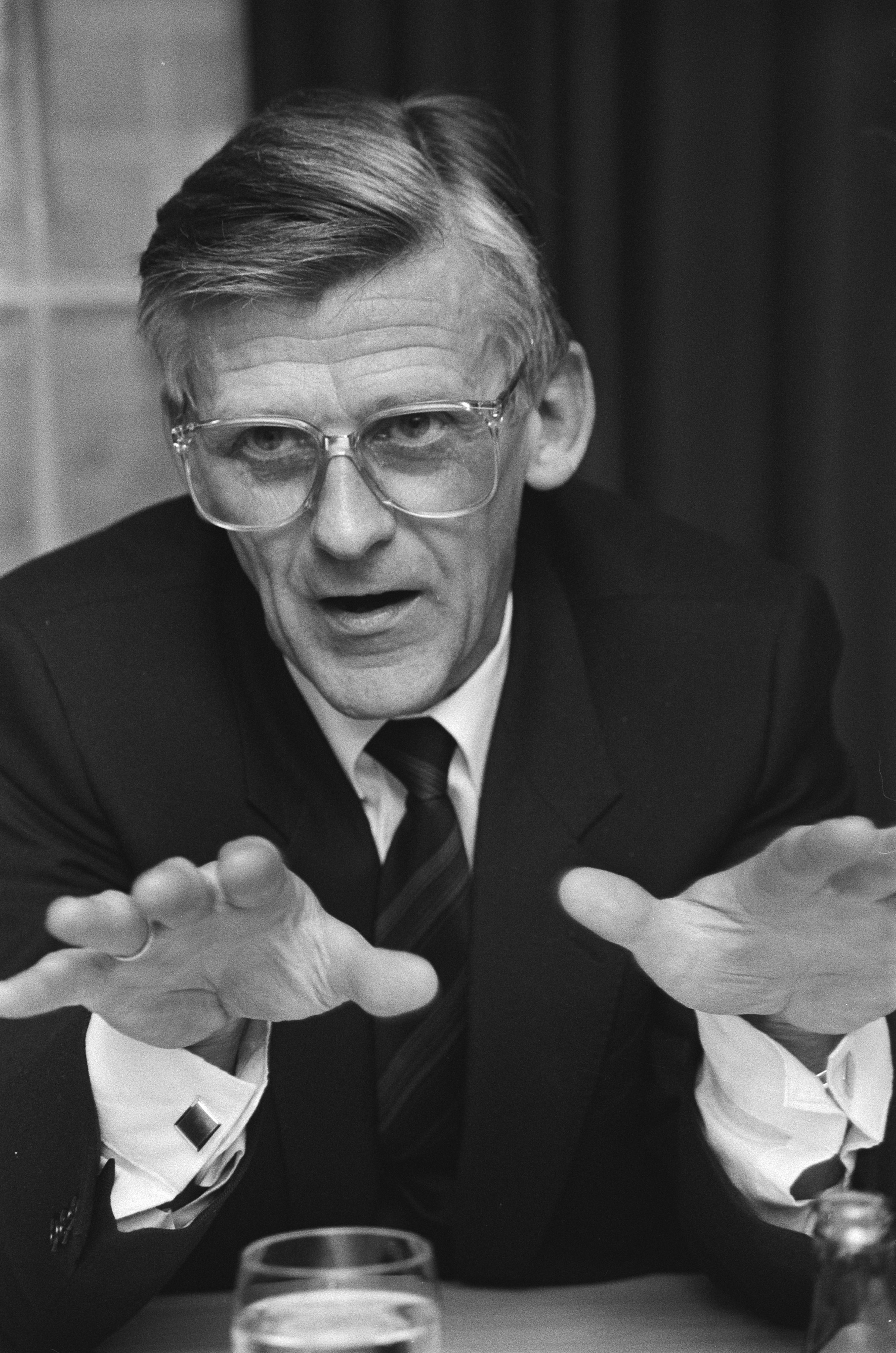
Nationale Ombudsman Jaap Rang in 1982

Jacob Folkert (Jaap) Rang (Amsterdam, 8 augustus 1931 – Den Ham, 11 september 2016) was een Nederlands hoogleraar en Nationale ombudsman.
Rang studeerde rechtsgeleerdheid aan de Vrije Universiteit Amsterdam (VU) en promoveerde bij Wilhelm Friedrich de Gaay Fortman. Hij begon als juridisch medewerker bij een verzekeringsmaatschappij. Rang was studentendecaan, was hoofd personeelszaken van de VU en daar wetenschappelijk hoofdmedewerker sociale geneeskunde voor hij van 1972 tot 1982 bijzonder hoogleraar gezondheidsrecht aan de Rijksuniversiteit Leiden werd. In dezelfde periode was Rang hoogleraar arbeidsrecht en sociale verzekeringen aan de Rijksuniversiteit Utrecht. Van 1982 tot 1987 was Rang de eerste Nationale ombudsman. Rang moest om medische redenen zijn functie neerleggen. Bij zijn afscheid werd hij gedecoreerd als Commandeur in de Orde van Oranje-Nassau.
- Biografisch Portaal: 89062106
- Gemeinsame Normdatei: 1139860895
- International Standard Name Identifier: 0000 0000 2653 3498
- Library of Congress Control Number: n81113499
- Nederlandse Thesaurus van Auteursnamen: 06834161X
- Parlement.com: vg09lm0889up
- Virtual International Authority File: 205525922
- WorldCat: E39PBJtrQ746CHK9cRmbbdGT73